# رازبة رئدية
رازبة رئدية (الاسم العلمي:Rhizopus stolonifer) هي نوع من الفطريات تتبع جنس الرازبة من الفصيلة العفنية.